# Élections législatives de 2017 en Haute-Corse
Les élections législatives françaises de 2017 se déroulent les 11 et 18 juin 2017. Dans le département de la Haute-Corse, deux députés sont à élire dans le cadre de deux circonscriptions.

## Élus
| Circonscription                                 | Député sortant          | Parti | Parti | Député élu ou réélu  | Parti | Parti |
| ----------------------------------------------- | ----------------------- | ----- | ----- | -------------------- | ----- | ----- |
| 1re                                             | Sauveur Gandolfi-Scheit |       | LR    | Michel Castellani    |       | FaC   |
| 2e                                              | Paul Giacobbi*          |       | DVG   | Jean-Félix Acquaviva |       | FaC   |
| * député sortant ne se représentant pas en 2017 |                         |       |       |                      |       |       |

## Rappel des résultats départementaux des élections de 2012
| Parti          | Parti                             | Premier tour | Premier tour | Second tour | Second tour | Sièges |
| Parti          | Parti                             | Voix         | %            | Voix        | %           | Sièges |
| -------------- | --------------------------------- | ------------ | ------------ | ----------- | ----------- | ------ |
|                | Parti radical de gauche           | 24 704       | 34,43        | 34 124      | 47,86       | 1      |
|                | Majorité présidentielle           | 24 704       | 34,43        | 34 124      | 47,86       | 1      |
|                |                                   |              |              |             |             |        |
|                | Union pour un mouvement populaire | 19 886       | 27,71        | 26 265      | 36,84       | 1      |
|                | Droite parlementaire              | 19 886       | 27,71        | 26 265      | 36,84       | 1      |
|                |                                   |              |              |             |             |        |
|                | Régionaliste                      | 15 813       | 22,04        | 10 906      | 15,30       | 0      |
|                | Front national                    | 5 876        | 8,19         |             |             | 0      |
|                | Front de gauche                   | 4 604        | 6,42         | 0           |             |        |
|                | Divers écologiste                 | 590          | 0,82         | 0           |             |        |
|                | Lutte ouvrière                    | 285          | 0,40         | 0           |             |        |
|                |                                   |              |              |             |             |        |
| Inscrits       | Inscrits                          | 118 587      | 100,00       | 118 592     | 100,00      | 2      |
| Abstentions    | Abstentions                       | 45 722       | 38,56        | 44 531      | 37,55       |        |
| Votants        | Votants                           | 72 865       | 61,44        | 74 061      | 62,45       |        |
| Blancs et nuls | Blancs et nuls                    | 1 107        | 1,52         | 2 766       | 3,73        |        |
| Exprimés       | Exprimés                          | 71 758       | 98,48        | 71 295      | 96,27       |        |

## Résultats

### Résultats à l'échelle du département
|                                                 |                           |                           |                           |                          |                          |
|                                                 |                           | Premier tour 11 juin 2017 | Premier tour 11 juin 2017 | Second tour 18 juin 2017 | Second tour 18 juin 2017 |
|                                                 |                           |                           |                           |                          |                          |
|                                                 |                           | Nombre                    | % des inscrits            | Nombre                   | % des inscrits           |
| Inscrits                                        | Inscrits                  | 124 791                   | 100,00                    | 124 781                  | 100,00                   |
| Abstentions                                     | Abstentions               | 61 167                    | 49,02                     | 60 004                   | 48,09                    |
| Votants                                         | Votants                   | 63 624                    | 50,98                     | 64 777                   | 51,91                    |
|                                                 |                           |                           | % des votants             |                          | % des votants            |
| Bulletins blancs                                | Bulletins blancs          | 782                       | 1,23                      | 2 679                    | 4,14                     |
| Bulletins nuls                                  | Bulletins nuls            | 505                       | 0,79                      | 1 602                    | 2,47                     |
| Suffrages exprimés                              | Suffrages exprimés        | 62 337                    | 97,98                     | 60 496                   | 93,39                    |
|                                                 |                           |                           |                           |                          |                          |
| Étiquette politique                             | Étiquette politique       | Voix                      | % des exprimés            | Voix                     | % des exprimés           |
|                                                 |                           |                           |                           |                          |                          |
|                                                 | Nationalistes corses      | 21 075                    | 33,81                     | 37 545                   | 62,06                    |
|                                                 | La République en marche   | 13 839                    | 22,20                     | 12 461                   | 20,60                    |
|                                                 | Les Républicains          | 10 860                    | 17,42                     | 10 490                   | 17,34                    |
|                                                 | Divers droite             | 4 700                     | 7,54                      |                          |                          |
|                                                 | Parti communiste français | 2 735                     | 4,39                      |                          |                          |
|                                                 | Divers gauche             | 2 710                     | 4,35                      |                          |                          |
|                                                 | Front national            | 2 582                     | 4,14                      |                          |                          |
|                                                 | La France insoumise       | 2 209                     | 3,54                      |                          |                          |
|                                                 | Divers                    | 1 109                     | 1,78                      |                          |                          |
|                                                 | Extrême droite            | 316                       | 0,51                      |                          |                          |
|                                                 | Extrême gauche            | 202                       | 0,32                      |                          |                          |
| Source : Ministère de l'Intérieur - Haute-Corse |                           |                           |                           |                          |                          |

### Résultats par circonscription

#### Première circonscription
Député sortant : Sauveur Gandolfi-Scheit (Les Républicains).
|                                                                                |                                                                                                  |                           |                           |                          |                          |
|                                                                                |                                                                                                  | Premier tour 11 juin 2017 | Premier tour 11 juin 2017 | Second tour 18 juin 2017 | Second tour 18 juin 2017 |
|                                                                                |                                                                                                  |                           |                           |                          |                          |
|                                                                                |                                                                                                  | Nombre                    | % des inscrits            | Nombre                   | % des inscrits           |
| Inscrits                                                                       | Inscrits                                                                                         | 58 772                    | 100,00                    | 58 771                   | 100,00                   |
| Abstentions                                                                    | Abstentions                                                                                      | 30 905                    | 52,58                     | 29 839                   | 50,77                    |
| Votants                                                                        | Votants                                                                                          | 27 867                    | 47,42                     | 28 932                   | 49,23                    |
|                                                                                |                                                                                                  |                           | % des votants             |                          | % des votants            |
| Bulletins blancs                                                               | Bulletins blancs                                                                                 | 354                       | 1,27                      | 1 278                    | 4,42                     |
| Bulletins nuls                                                                 | Bulletins nuls                                                                                   | 259                       | 0,93                      | 885                      | 3,06                     |
| Suffrages exprimés                                                             | Suffrages exprimés                                                                               | 27 254                    | 97,80                     | 26 769                   | 92,52                    |
|                                                                                |                                                                                                  |                           |                           |                          |                          |
| Candidat Étiquette politique (partis et alliances)                             | Candidat Étiquette politique (partis et alliances)                                               | Voix                      | % des exprimés            | Voix                     | % des exprimés           |
|                                                                                |                                                                                                  |                           |                           |                          |                          |
|                                                                                | Michel Castellani Femu a Corsica                                                                 | 8 290                     | 30,42                     | 16 279                   | 60,81                    |
|                                                                                | Sauveur Gandolfi-Scheit (député sortant) Les Républicains (Union des démocrates et indépendants) | 5 922                     | 21,73                     | 10 490                   | 39,19                    |
|                                                                                | François Orlandi La République en marche                                                         | 5 626                     | 20,64                     |                          |                          |
|                                                                                | Julien Morganti Divers gauche                                                                    | 2 289                     | 8,40                      |                          |                          |
|                                                                                | Michel Stefani Parti communiste français                                                         | 1 445                     | 5,30                      |                          |                          |
|                                                                                | René Cordoliani Front national                                                                   | 1 200                     | 4,40                      |                          |                          |
|                                                                                | Catherine Laurenti La France insoumise                                                           | 1 143                     | 4,19                      |                          |                          |
|                                                                                | Florence Juralina Divers (Parti animaliste)                                                      | 783                       | 2,87                      |                          |                          |
|                                                                                | Christophe Canioni Extrême droite (Avvene corsu)                                                 | 316                       | 1,16                      |                          |                          |
|                                                                                | Romain Padovani Divers (Union populaire républicaine)                                            | 128                       | 0,47                      |                          |                          |
|                                                                                | Olivier Josué Lutte ouvrière                                                                     | 112                       | 0,41                      |                          |                          |
| Source : Ministère de l'Intérieur - Première circonscription de la Haute-Corse |                                                                                                  |                           |                           |                          |                          |

#### Deuxième circonscription
Député sortant : Paul Giacobbi (Divers gauche).
|                                                                                |                                                                            |                           |                           |                          |                          |
|                                                                                |                                                                            | Premier tour 11 juin 2017 | Premier tour 11 juin 2017 | Second tour 18 juin 2017 | Second tour 18 juin 2017 |
|                                                                                |                                                                            |                           |                           |                          |                          |
|                                                                                |                                                                            | Nombre                    | % des inscrits            | Nombre                   | % des inscrits           |
| Inscrits                                                                       | Inscrits                                                                   | 65 988                    | 100,00                    | 66 010                   | 100,00                   |
| Abstentions                                                                    | Abstentions                                                                | 30 233                    | 45,82                     | 30 165                   | 45,70                    |
| Votants                                                                        | Votants                                                                    | 35 755                    | 54,18                     | 35 845                   | 54,30                    |
|                                                                                |                                                                            |                           | % des votants             |                          | % des votants            |
| Bulletins blancs                                                               | Bulletins blancs                                                           | 436                       | 1,22                      | 1 401                    | 3,91                     |
| Bulletins nuls                                                                 | Bulletins nuls                                                             | 236                       | 0,66                      | 717                      | 2,00                     |
| Suffrages exprimés                                                             | Suffrages exprimés                                                         | 35 083                    | 98,12                     | 33 727                   | 94,09                    |
|                                                                                |                                                                            |                           |                           |                          |                          |
| Candidat Étiquette politique (partis et alliances)                             | Candidat Étiquette politique (partis et alliances)                         | Voix                      | % des exprimés            | Voix                     | % des exprimés           |
|                                                                                |                                                                            |                           |                           |                          |                          |
|                                                                                | Jean-Félix Acquaviva Femu a Corsica                                        | 12 785                    | 36,44                     | 21 266                   | 63,05                    |
|                                                                                | Francis Giudici La République en marche                                    | 8 213                     | 23,41                     | 12 461                   | 36,95                    |
|                                                                                | Stéphanie Grimaldi Les Républicains (Union des démocrates et indépendants) | 4 938                     | 14,08                     |                          |                          |
|                                                                                | Jean-Martin Mondoloni Divers droite (Une Nouvelle Corse)                   | 4 700                     | 13,40                     |                          |                          |
|                                                                                | Dadou Jacob Dit Luzie-Albertini Front national                             | 1 382                     | 3,94                      |                          |                          |
|                                                                                | Marie-Jeanne Fedi Parti communiste français                                | 1 290                     | 3,68                      |                          |                          |
|                                                                                | Jean Moghraoui La France insoumise                                         | 1 066                     | 3,04                      |                          |                          |
|                                                                                | Henri Malosse Divers gauche                                                | 421                       | 1,20                      |                          |                          |
|                                                                                | Le Baron Mariani Divers                                                    | 104                       | 0,30                      |                          |                          |
|                                                                                | Lionel Sonnette Divers (Union populaire républicaine)                      | 94                        | 0,27                      |                          |                          |
|                                                                                | Didier Gibaud Lutte ouvrière                                               | 90                        | 0,26                      |                          |                          |
| Source : Ministère de l'Intérieur - Deuxième circonscription de la Haute-Corse |                                                                            |                           |                           |                          |                          |